# Ahmad Reza Abedzadeh
Ahmad Reza Abedzadeh (perski. احمدرضا عابدزاده; ur. 25 maja 1966) - były irański piłkarz, występował na pozycji bramkarza. W czasie kariery piłkarskiej mierzył 190 cm wzrostu.

## Kariera klubowa
Ahmed Reza Abedzadeh swoją karierę piłkarską rozpoczął w roku 1983 w klubie Tam Isfahan. Grał tam do roku 1985, w którym to przeszedł do innego klubu z tego samego miasta - Isfahan Selection. Grał tam tak samo jak w poprzednim klubie przez dwa lata. Następnym klubem w karierze Irańczyka była drużyna Gendarmerie Teheran. Występował tam przez dwa lata. Później w roku 1989 przeszedł do swojego pierwszego klubu Tam Isfahan. Grał tam przez jeden sezon. W roku 1990 Ahmad przybył do Esteghlal Teheran. Z tym klubem rok później wygrał Azjatycką Ligę Mistrzów. Jego drużyna pokonała w finale Liaoning Whowin 2-1. W roku 1993 przeniósł się do Sepahan Isfahan. Ostatnim klubem w karierze Ahmeda był Persepolis Teheran. W jego barwach rozegrał 91 spotkań i strzelił jednego gola.

## Kariera reprezentacyjna
Ahmed Reza Abedzadeh w reprezentacji swojego kraju zadebiutował 27 lutego 1987 w wygranym 2-1 meczu z Kuwejtem. W 1998 roku selekcjoner Dżalal Talebi powołał go do kadry na Mundial. Na tym turnieju Irańczycy zajęli 3. miejsce w grupie. A sam Ahmed grał w 2 spotkaniach (wygranym 2-1 z USA i przegranym 2-0 z Niemcami). Mecz z Niemcami był zarazem ostatnim w reprezentacji. Łącznie w barwach narodowych rozegrał 79 meczów.

## Sukcesy
- Wygranie Azjatyckiej Ligi Mistrzów:1991